# Hispaniolaödlegök
Hispaniolaödlegök (Coccyzus longirostris) är en fågel i familjen gökar inom ordningen gökfåglar.

## Utseende och läte
Hispaniolaödlegöken är en uppseendeväckande gök, med lång stjärt, lång, rak och rätt smal näbb, lysande röd ögonring, grått bröst och beigeorange bröst. Den är lik hispaniolaregngöken, men denna är större med rödbrunt bröst och kort, böjd näbb. Mangroveregngöken är istället mindre, med mindre, böjd näbb och svart ögonmask. Sången består av ett utdraget och snabbt "keh–keh–keh...". Även mörka "craaa" och vassa "chek" kan höras.

## Utbredning och systematik
Hispaniolaödlegök delas upp i två underarter:
- Coccyzus longirostris longirostris – förekommer på Hispaniola och Saona Island
- Coccyzus longirostris petersi – La Mohotiere Island och Gonâve I. (utanför västra Haiti)

Tidigare placerades ödlegökarna i släktet Saurothera, men inkluderas numera med regngökarna i Coccyzus.

## Levnadssätt
Hispaniolaödlegöken hittas i olika typer av beskogade miljöer, inklusive skuggiga kaffeplantage. Den ses typiskt födosöka i tät vegetation på alla nivåer, men även när den solbadar i det öppna i gryningen med stjärten utbredd.

## Status och hot
Arten har ett stort utbredningsområde, men tros minska i antal, dock inte tillräckligt kraftigt för att den ska betraktas som hotad. Internationella naturvårdsunionen IUCN listar arten som livskraftig (LC).